# Bettware

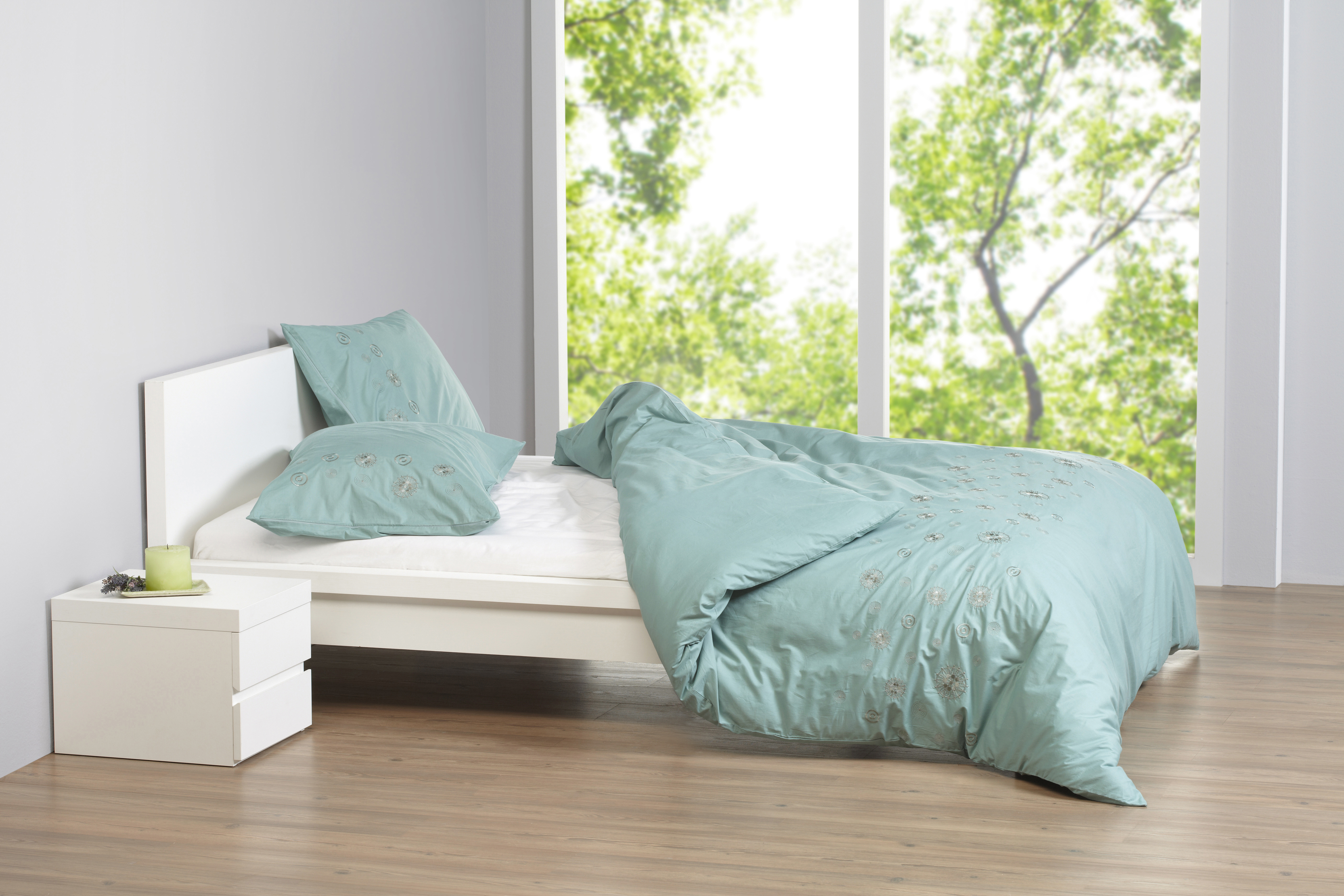
Bett mit Bettware: Kissen und Bettdecke in Bettwäsche, Matratze mit Bettlaken.

Bettwaren sind zum Schlafen verwendete textile Auf- und Unterlagen. Die am häufigsten verwendete Auflage ist eine Bettdecke (= Oberbett). Unterlagen sind Kopfkissen, Matratzenauflage (= Unterbett) und Matratze. Weiterhin zählen dazu gefüllte Steppdecken, Matratzenschoner, Matratzenauflagen (sogenannte Topper), Matratzenbezüge (für Allergiker) und Schlafsäcke. Bettwaren bestehen zu mindestens 90 % aus Textilfasern.
Ungefüllte Matratzenschoner zählen wiederum zur Bettwäsche. Es gibt auch noch die Tagesdecke (= Überbett), die tagsüber über die Bettdecke gelegt wird.

## Standardgrößen

### Bettdecken
| Größe in cm                              | Bezeichnung               |
| ---------------------------------------- | ------------------------- |
| 80 × 80                                  | Babygröße                 |
| 100 × 135                                | Kleinkindergröße          |
| 135 × 200 (AT: 140 × 200; CH: 160 × 210) | Standardgröße             |
| 135 × 220 (AT: 140 × 220)                | Überlänge                 |
| 155 × 200                                | Überbreite                |
| 155 × 220                                | Komfortgröße              |
| 200 × 200                                | Doppelbettgröße Standard  |
| 240 × 220                                | Doppelbettgröße Komfort   |
| 200 × 220                                | Doppelbettgröße Überlänge |
| 260 × 220                                | King Size                 |

In Deutschland haben sich die Standardgrößen für Bettdecken im Laufe der letzten fünfzig Jahre verändert, was einerseits auf die gestiegenen Körpergrößen der Nutzer, andererseits auf den Wunsch nach mehr Komfort zurückzuführen ist. Gleichzeitig kam es durch die industrielle Produktion (bis 1950 handwerklich geprägt) zu einer stärkeren Vereinheitlichung der Maße. Die derzeit gängigen Maße sind der nebenstehenden Tabelle zu entnehmen.
Die Übergrößen 135 cm × 220 cm und 155 cm × 200 cm haben an Marktbedeutung verloren, die Komfortgröße 155 × 220 gewinnt zu Lasten von 135 cm × 200 cm immer mehr an Bedeutung, obwohl diese wegen des größeren Volumens für das Waschen weniger ideal ist.
In Österreich sind die Standardmaße für Bettdecken 140 cm × 200 cm. Teilweise wird jedoch auch diese Variante in Deutschland verkauft.

#### Typen von Bettdecken
Gängige Typen von Bettdecken sind
- das Federbett, mit Füllgut aus Federn und Daunen.
- die (Karo-)Steppdecke (auch Steppbett genannt), bei der die Hülle an mehreren Stellen durchstochen wird, um ein Wandern des Füllgutes – früher Baumwollwatte, Wollvlies, heute leichteres Kunstfaservlies – innerhalb der Hülle deutlich zu erschweren.
- die Einziehdecke, bei der die Hülle in zahlreiche Karrees abgenäht wird, um zu verhindern, dass die Füllung wandern kann, und
- die Duo-Einziehdecke, bei der zwei einzelne, abgesteppte Betthälften nur an den Außenkanten mit einem Einfassband vernäht werden. Der Vorteil liegt darin, dass das eingeschlossene Luftpolster (Luft ist ein schlechter Wärmeleiter) die Körperwärme hält, weswegen sich diese Form besonders als Winterbett durchgesetzt hat.
- die Stegdecke, bei der die vorgenannten Karrees nicht durchgenäht, sondern durch Zwischenstege von rund 1 bis 2 cm Höhe gegeneinander abgetrennt sind. Durch diese Stege werden Wärmebrücken vermieden.
- In den letzten Jahren ist die Vierjahreszeitendecke populär geworden, bei der zwei Einziehdecken unterschiedlicher Füllmenge und unterschiedlich angelegter Zwischennähte im Sandwich-Verfahren zusammengeknöpft oder -geklettet werden können (höchster Wärmeeffekt, Winterdecke) oder einzeln als reine Sommer- bzw. Übergangsdecke verwendet werden können.
- aufgeraute Decken aus Woll- oder Kunstfasergewebe in Bettüberzug oder in Leintuch eingehüllt sind Standard für Notquartiere, Gefängnisse oder beim Militär.

#### Hüllen

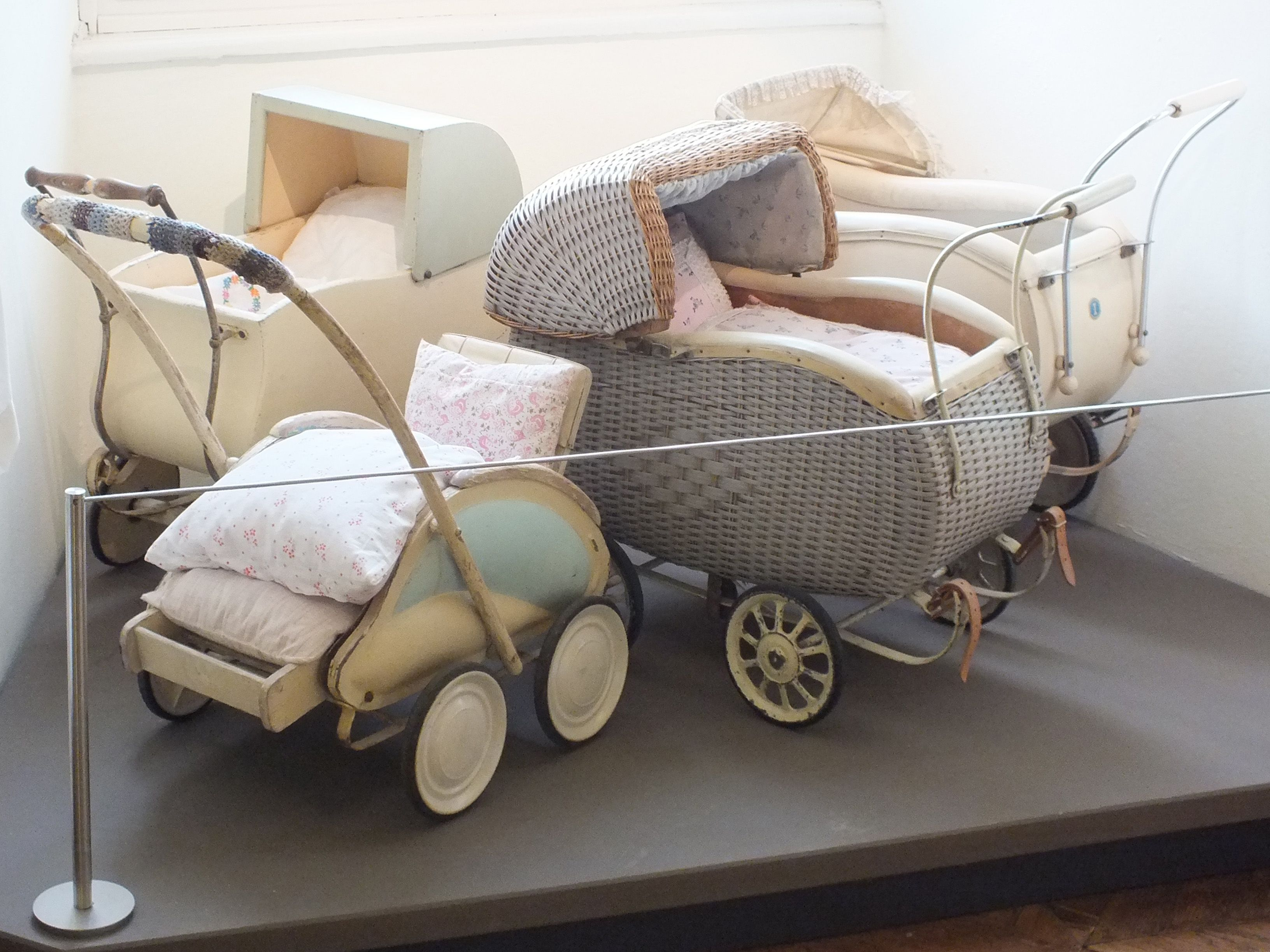
Puppenwagen (vorne links) mit Bettware im Museum Schloss Frohburg

Die Hüllen dienen dazu, das Füllgut aufzunehmen. Sie sollen verhindern, dass das Füllgut (zum Beispiel Federkiele) nach außen durchdringt sowie unerwünschte Partikel (zum Beispiel Hautschuppen) und Milben eindringen können. Weiter müssen die Hüllen luftdurchlässig sein und eingedrungene Feuchtigkeit wieder entweichen lassen. Luftundurchlässige Gewebe sind daher nicht geeignet. Hüllen sind daher meist aus dicht gewebter Baumwolle gefertigt. Je nach Dichte der Fäden pro cm² spricht man von
- Einschütte, zum Beispiel aus Daunenperkal, für billigere Qualitäten und
- Inlett, zum Beispiel aus Batist, für die hohen Qualitäten.

Je nach Qualität und Beanspruchung schwankt die Lebensdauer einer Hülle stark. Porös gewordene Hüllen zu ersetzen und das Füllgut in neue Hüllen umzubetten empfiehlt sich in den seltensten Fällen, weil dies meist teurer ist als der Kauf einer komplett neuen Bettdecke.

### Kopfkissen
| Größe in cm           | Bezeichnung   | ca. % Anteil |
| --------------------- | ------------- | ------------ |
| 80 × 80 (AT: 70 × 90) | Standardgröße | 70 %         |
| 40 × 80               | Komfortkissen | 20 %         |

Auch hier wird das traditionelle Kopfkissenmaß 80 cm × 80 cm (in Österreich 70 cm × 90 cm oder 60 cm × 80 cm) immer mehr von Komfortkissen abgelöst, die aus orthopädischen Gründen von Ärzten und Physiotherapeuten empfohlen werden. Die kleinere Form stellt sicher, dass die Schulter auf der Matratze aufliegt, während das Kissen dem Kopf vorbehalten bleibt. Der so entstehende Höhenunterschied vermeidet das Abknicken der Halswirbelsäule während des Schlafs, das zu Verspannungen führen kann. Sowohl in der Rückenschlafposition als auch in Seitenlage sollen der Rücken und die Halswirbelsäule optimalerweise eine Gerade bilden.
Nackenrollen und abweichende Größen wie 40 cm × 60 cm sind von geringer Bedeutung. Jedoch steigt die Verbreitung so genannter Nackenstützkissen, die anders als gewöhnliche Kopfkissen über einen nicht aufschüttelbaren soliden Formkern aus Schaum oder Latex verfügen. Die Maße sind nicht genormt und sehr variantenreich. Nach wie vor werden die meisten Bettbezüge noch immer mit einer Kopfkissengröße 80 cm × 80 cm geliefert.

## Füllwaren
Bettwaren werden mit unterschiedlichen Materialien und Qualitäten gefüllt. Die Ausrüstung der Bettwaren mit Flammhemmstoffen ist in Deutschland nicht zulässig. Die flammhemmende Wirkung sollte durch schwerentflammbare Fasern oder durch die Gewebestruktur erreicht werden.

### Gemisch aus Daunen und Federn
Für die Füllung von Federbetten werden nur Federn und Daunen von Gänsen und Enten verwendet. Je höher der Daunenanteil, desto größer ist die Füllkraft und die Wärmewirkung. Als Besonderheit können auch Eiderdaunen verwendet werden. Wärmehaltung und Atmungsaktivität sind hier fast doppelt so groß wie bei einer Gänsedaune.
Nicht unbedeutend ist, in welcher Region die Tiere gelebt haben und wann sie gerupft wurden. So sind im Allgemeinen kanadische oder sibirische Gänse auf Grund des dortigen Klimas hochwertiger als Tiere aus südlicheren Gefilden. Besonders Ware aus China stammt meist von Schlachttieren, deren Gefieder zum Zeitpunkt der Schlachtung noch nicht voll ausgereift ist und daher als minderwertig betrachtet werden muss. „Lebendrupf“ sind Federn von Tieren, die lebend gerupft wurden, was seit Jahren aus Tierschutzgründen sehr umstritten ist. Ob die Tiere zur Zeit ihrer Mauser gerupft wurden, kann nicht kontrolliert werden und es wird daher Tierquälerei unterstellt.
| Bisherige Bezeichnung | Neu nach Euronorm           |
| --------------------- | --------------------------- |
| RAL 092 A2            | DIN EN 12934                |
| Reine Daune           | 100 % Daunen                |
| leicht fedrige Daune  | 90 % Daunen und 10 % Federn |
| Fedrige Daune         | 60 % Daunen und 40 % Federn |
| Dreivierteldaune      | 30 % Daunen und 70 % Federn |
| Halbdaune             | 15 % Daunen und 85 % Federn |
| Federn                | 100 % Federn                |

Federn, die für Bettwaren Verwendung finden, sind in aller Regel maximal 5 cm lang. Für die verschiedenen Mischungsverhältnisse gab es die Norm RAL 092 A2. Diese wurde 1999 durch die DIN EN 12934 abgelöst. Folgende Verhältnisse sind wie nebenstehend definiert.
Die bisherigen Benennungen werden allerdings als griffige Kurzbezeichnung im Verkauf weiterverwendet. Eine Daunendecke muss mindestens 60 % Daunen enthalten, ansonsten ist es ein Federbett. 70 % Federn und 30 % Daunen wird nach Euronorm als Federbett bezeichnet (früher Dreivierteldaune). Klasse 1 = Beste Qualität = nur Gans und Ente. Es gibt bis zu 7 Klassen.
Gänsefedern und Gänsedaunen sind in vergleichbarer Sortierung teurer als Entenfedern und Entendaunen. Daher werden gerne den Gänse-Füllungen bis zu 30 % Ente beigefügt, was nach der Norm noch zulässig ist. Bei der Bezeichnung „Reine Gänsedaunen“ dürfen nur weniger als 10 % Entendaunen enthalten sein.
Obwohl in Haltbarkeit, Füllkraft, Wärmehaltung und Atmungsaktivität nicht schlechter als weiße, sind graue/braune Füllqualitäten billiger. Solche Rohware wird häufig gebleicht und erscheint dann blütenweiß. Einen optischen Vorteil hat weißes Füllgut bei hellen Betthüllen in Verbindung mit weißer Bettwäsche.

#### Haltbarkeit
Eine schwache Ausgangsqualität kann bei mangelnder Pflege und Unterbringung im Bettkasten nach wenigen Jahren ihre Füllkraft verloren haben. Gänsedaunen aus artgerechter Freilandhaltung können bei regelmäßigem Lüften und Lockern sowie Verzicht auf Tagesdecken durchaus 15 Jahre lang gute Dienste tun. Kopfkissen unterliegen einem schnelleren Verschleiß und sind meist nach 5 Jahren – auch aus hygienischen Gründen – erneuerungsbedürftig.

#### Hygiene
In der Regel genügt das Lüften, die Bettware sollte aber nicht in die Sonne gelegt werden, da die Federn sonst brüchig werden. Bettwaren mit Federn- und Daunenfüllungen können mehrmals mit Daunenshampoo gewaschen werden, aber ohne Weichspüler. Erforderlich ist die Verwendung von sehr viel Wasser und gründlichstes Spülen. Chlorhaltige Waschmittel dagegen zerstören die Füllkraft von Daunen und Federn sofort. Trocknen im Wäschetrockner wird empfohlen, es ist darauf zu achten, dass das Füllgut auch im Innern des Bettes trocken wird.

### Schafschurwolle
Unter Schurwolle versteht man Wolle, die seit ihrer Gewinnung bei der Schafschur erstmals verarbeitet wird. Die Schurwolle besitzt eine Kräuselung und Bauschigkeit der Wollhaare. Schurwolle kann viel Luft speichern und so eine gute Dämmschicht bilden. Etwa 30–35 % ihres eigenen Gewichtes kann die Schafschurwolle an Feuchtigkeit vom Schwitzen aufnehmen und gibt diese siebenmal schneller an die Außenluft ab als andere Materialien, wenn noch ein Anteil des Wollfettes Lanolin in der Schafschurwolle enthalten ist.
Schafwolldecken bestehen aus einem Vlies aus Schafschurwolle, das zwischen Baumwollstoff oder anderen Stoffen eingenäht wird. Das Schafwollvlies wird mit den Baumwolllagen vernäht.
Das optimale Füllgewicht richtet sich nach der Jahreszeit: 0,8–2 kg. Eine Decke für den Sommer ist mit weniger Füllmaterial verarbeitet als eine für den Winter. Die Schafschurwolldecke kann Wärme und Feuchtigkeit sehr gut regulieren und entspannt dadurch die Muskulatur.
Hygiene und Reinigung:
Schafschurwolle, die noch Lanolin enthält, ist selbstreinigend. Dazu muss sie bei kaltem und feuchtem Wetter gelüftet werden. Sonnenstrahlung hingegen ist eher schädlich. Die Schafschurwolle nimmt nur Wasserdampf auf, weshalb Wasser erst einmal abperlt (ab einer gewissen Menge ändert sich dieses Verhalten). Man kann Schafschurwolle mit kaltem maximal lauwarmen Wasser oder speziellen Wollwaschmitteln reinigen und durchspülen. Dabei sollte nicht gescheuert oder gewrungen werden, da sonst das Wollvlies reizt oder filzt. Zum Trocknen wird die Schafschurwolldecke flach auf z. B. einen Wäscheständer gelegt, wo das Wasser abtropfen kann und der Wasserdampf wieder an die Außenluft abgegeben wird.
Durch die schnelle Feuchtigkeitsabgabe an die Raumluft ist die Schafschurwolldecke milbenarm und somit für Allergiker geeignet. Auch für Rheuma- und Artritespatienten ist eine Schafschurwolldecke durch die Wärme- und Feuchtigkeitsregulierung zu empfehlen.

### Kamelhaar
Kamelhaar ist das seidig glänzende Brusthaar der Kamele. Füllungen sind leicht, anschmiegsam und temperaturausgleichend. Feuchtigkeit kann schnell transportiert werden.

### Cashmere
(auch: Kaschmir) stammt von der Kaschmirziege. Jedes Tier liefert nur 150–200 g Haar pro Jahr. Das Wärmerückhaltevermögen ist enorm.

### Baumwolle
20 % des Gewichts kann als Flüssigkeit aufgenommen werden. Baumwolle ist ein weniger wärmendes Material. Umweltschäden durch den Anbau und bei der Ernte hat sie in Misskredit gebracht. Ware mit der Bezeichnung kbA (kbA=kontrolliert biologischer Anbau) ist im Handel erhältlich. Qualitätssiegel, die auch die Verarbeitung bewerten, sind z. B. GOTS Global Organic Textile Standard oder IVN Naturtextilie.

### Pappelflaum
Pappelflaum sind die Samenfasern der Pappelfrüchte. Sie sind sehr fein und weisen innen sehr große Hohlräume auf, weshalb sie sehr gut wärmedämmend sind.

### Wildseide
Wildseide wird aus den Kokons bereits geschlüpfter Seidenspinner gewonnen. Wildseide ist weniger wärmedämmend. Seide gilt als edles, glänzendes und hautfreundliches Material. Sie ist, nach Bedarf, in der Lage zu kühlen oder zu wärmen und kann bis zu einem Drittel ihres Eigengewichtes an Feuchtigkeit aufnehmen.

### Faserkügelchen
Vor allem seitdem Mikrofaser-Bettwäsche als absolut allergiefreie Bettware vermarktet wird, haben sich Faserkügelchen zu einem beliebten Füllstoff entwickelt. Die Bauschkraft bleibt auch nach mehrmaligem Waschen erhalten und die Bettwäsche lässt sich problemlos in der eigenen Waschmaschine bis 60 °C waschen. Um jedoch dieselbe Wärme zu speichern, ist eine größere Menge als bei Federn und Daunen nötig, weshalb solche Bettdecken oft sehr schwer sind. Besser eignen sich Faserkügelchen aufgrund ihrer Bauschkraft als Füllung für Kopfkissen.

### Vlies (Hohlfasern und Endlosfasern)
Bei niedrigem Eigengewicht ist das Vlies weich und warm. Allerdings ist häufig festzustellen, dass diese Hohlfasern schon nach kurzer Zeit die Hülle durchstechen und sich nach außerhalb bewegen können. Dies geschieht dann, wenn die verwendete Hülle nicht (mehr) faserdicht oder, z. B. durch Katzenkrallen, beschädigt ist.

## Sonstige Bettwaren
Zu den Bettwaren zählen des Weiteren auch die Ausführungen für Kinderbetten sowie Kinder- und Puppenwagen, oder Fußsäcke für Kinderwagen; früher auch Steckkissen für Säuglinge und die Strohsäcke, die als Bettunterlagen dienten.